# Higienon

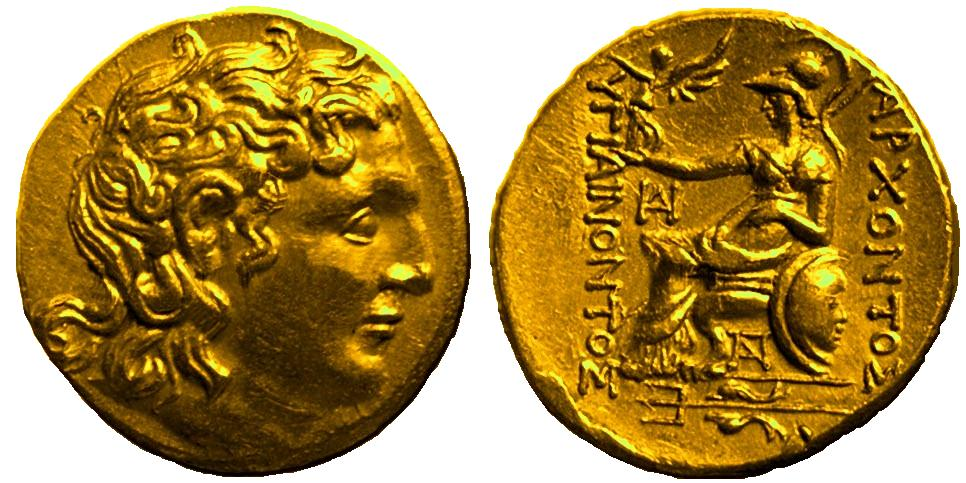
Moneda con la efigie de Higenion.

Higienon (en griego antiguo: Ὑγιαίνοντ Hygiainon o Hygiaenon) fue un Arconte del Reino del Bósforo después de que su predecesor, Leucón II, fuera asesinado por su esposa Alcatoe en c. 220 a. C. 
Aunque no era parte de los Espartócidas, parece haber sido partidario de Camasaria Filotecnos, entonces heredera y reina del Reino de Bósforo. Se dice que fue un miembro eminente de la aristocracia y respaldó al Camasaria soltera, que más tarde se casaría con su primo Perisades III.
Fue arconte en el poco tiempo que Camasaria estuvo sin marido, ya que Perisades III era el hijo del hermano de Espártoco IV y no tenía un derecho directo al trono. Su acuñación no lo muestra con una diadema, pero puede insinuar un éxito militar.